# ビンス・コールマン
ヴィンセント・モーリス・コールマン（Vincent Maurice Coleman, 1961年9月22日 - ）は、アメリカ合衆国フロリダ州ジャクソンビル出身の元プロ野球選手（外野手）。右投両打。ニックネームは「Vincent Van Go」。

## 経歴

### プロ入り前
フロリダA&M大学時代の1981年に65盗塁を記録し、大学野球のシーズン最多盗塁記録を樹立。同年のMLBドラフトでフィラデルフィア・フィリーズから20巡目（全体513位）で指名を受けたが契約しなかった。また大学時代はアメリカンフットボール部でキッカー兼パンターとしても活躍していた。

### プロ入りとカージナルス時代
1982年のMLBドラフトでセントルイス・カージナルスから10巡目（全体257位）に指名を受け入団。
1983年はA級で本塁打0ながら打率.350・出塁率.431、マイナーリーグのシーズン最多記録となる145盗塁を記録。
1984年はAAA級で101盗塁を記録するなど、長打力はないものの俊足ぶりを遺憾なく発揮する。
1985年は開幕をAAA級で迎えたが直後にメジャー昇格、4月18日のモントリオール・エクスポズ戦でメジャーデビューし、2盗塁を記録する。その後もハイペースで盗塁を積み重ねてレギュラーを獲得し、ロニー・スミス放出後はレフトに定着。最終的に20世紀以降ではモーリー・ウィルス、ルー・ブロック、リッキー・ヘンダーソンに次ぐ史上4人目のシーズン100盗塁となる110盗塁を記録して最多盗塁のタイトルを獲得し、チームの地区優勝に貢献した。ロサンゼルス・ドジャースとのリーグチャンピオンシップシリーズでは試合前の練習で足を故障して離脱。チームはリーグ優勝を果たしたが、カンザスシティ・ロイヤルズとのワールドシリーズには出場できず、チームも3勝4敗で敗退した。ルーキー・オブ・ザ・イヤーの投票では20勝を挙げたトム・ブラウニングら他の有力候補を押しのけて満票で受賞した。
1986年は打率.232ながら2年連続の100盗塁となる107盗塁を記録し盗塁王を獲得する。
1987年は打率.289・180安打・121得点・109盗塁を記録する。3年連続100盗塁は20世紀以降では唯一の記録である。チームは2年ぶりの地区優勝を果たす。サンフランシスコ・ジャイアンツとのリーグチャンピオンシップシリーズでは1盗塁に終わるが、チームはリーグ優勝。ミネソタ・ツインズとのワールドシリーズでは6盗塁を記録したが打率.143、両チーム最多の10三振を喫するなど不振で、チームも3勝4敗で敗退。
1988年は自身初のオールスターゲームに選出され、先発出場を果たした。同年は81盗塁で連続100盗塁は途切れたが、4年連続の盗塁王。1989年は2年連続でオールスターゲームに選出される。自身最少の65盗塁だったが、5年連続の盗塁王を獲得。
1990年は終盤に故障者リスト入りするもののキャリアハイの打率.292・6本塁打を記録し、77盗塁で6年連続の盗塁王を獲得した。オフにフリーエージェントとなり、12月5日にニューヨーク・メッツと4年総額1195万ドルで契約。

### メッツ時代
移籍1年目の1991年は故障で72試合の出場に留まり、期待を大きく裏切る。また「ジャッキー・ロビンソンについて何も知らない」と発言して、ファンや関係者を呆れさせた。
1992年も故障で71試合の出場に終わり、盗塁も自己最少の24であった。
1993年は4月にクラブハウスでゴルフクラブを振り回し、チームメイトのドワイト・グッデンの腕を負傷させる。シーズンでは大きな故障もなく、まずまずの成績を残していたが、7月にドジャー・スタジアムの駐車場でサインを求めてきた大勢のファンに点火した爆竹を投げ込んで負傷させるという事件を起こし、200時間の地域奉仕活動を宣告される。これを受けて球団は残りシーズンの出場停止処分を科した。

### ロイヤルズ時代
1994年1月5日にケビン・マクレイノルズとの交換トレードでロイヤルズに移籍。同年は1994年から1995年のMLBストライキでシーズンが打ち切られたが、104試合の出場で打率.240ながらケニー・ロフトンに次ぐリーグ2位の50盗塁、自己最多の12三塁打を記録し、復活の兆しを見せる。
1995年は好調だったが、8月15日に後日発表選手との交換トレードでシアトル・マリナーズに移籍する。

### マリナーズ時代
移籍後も好調を維持し、シーズン通算で打率.288・42盗塁を記録してチームの逆転地区優勝に貢献。ニューヨーク・ヤンキースとのディビジョンシリーズでは第2戦でアンディ・ペティットから本塁打を放つものの打率.217に終わる。クリーブランド・インディアンスとのリーグチャンピオンシップシリーズでは4盗塁を記録するが打率.100に終わり、チームも2勝4敗で敗退。オフにフリーエージェントとなった。

### マリナーズ退団後
1996年1月20日にシンシナティ・レッズと契約。33試合の出場で12盗塁を記録したものの打率.155に終わり、6月18日に解雇される。6月30日にカリフォルニア・エンゼルスとマイナー契約するがメジャー昇格はならず、オフに再びフリーエージェントとなる。
1997年1月9日にデトロイト・タイガースと契約するが、打率.071の大不振で4月16日に解雇された。
1998年は古巣のセントルイス・カージナルスと契約したがメジャー昇格の機会はなく、5月に現役を引退した。

### 現役引退後
2012年から2013年までヒューストン・アストロズ、2015年から2016年までシカゴ・ホワイトソックス、2017年にサンフランシスコ・ジャイアンツのマイナー巡回の走塁インストラクターを務めた。

## 詳細情報

### 年度別打撃成績
| 年 度     | 球 団     | 試 合 | 打 席 | 打 数 | 得 点 | 安 打 | 二 塁 打 | 三 塁 打 | 本 塁 打 | 塁 打 | 打 点 | 盗 塁 | 盗 塁 死 | 犠 打 | 犠 飛 | 四 球 | 敬 遠 | 死 球 | 三 振 | 併 殺 打 | 打 率 | 出 塁 率 | 長 打 率 | O P S |
| --------- | --------- | ----- | ----- | ----- | ----- | ----- | -------- | -------- | -------- | ----- | ----- | ----- | -------- | ----- | ----- | ----- | ----- | ----- | ----- | -------- | ----- | -------- | -------- | ----- |
| 1985      | STL       | 151   | 692   | 636   | 107   | 170   | 20       | 10       | 1        | 213   | 40    | 110   | 25       | 5     | 1     | 50    | 1     | 0     | 115   | 3        | .267  | .320     | .335     | .655  |
| 1986      | STL       | 154   | 670   | 600   | 94    | 139   | 13       | 8        | 0        | 168   | 29    | 107   | 14       | 3     | 5     | 60    | 0     | 2     | 98    | 4        | .232  | .301     | .280     | .581  |
| 1987      | STL       | 151   | 702   | 623   | 121   | 180   | 14       | 10       | 3        | 223   | 43    | 109   | 22       | 5     | 1     | 70    | 0     | 3     | 126   | 7        | .289  | .363     | .358     | .721  |
| 1988      | STL       | 153   | 679   | 616   | 77    | 160   | 20       | 10       | 3        | 209   | 38    | 81    | 27       | 8     | 5     | 49    | 4     | 1     | 111   | 4        | .260  | .313     | .339     | .652  |
| 1989      | STL       | 145   | 624   | 563   | 94    | 143   | 21       | 9        | 2        | 188   | 28    | 65    | 10       | 7     | 2     | 50    | 0     | 2     | 90    | 4        | .254  | .316     | .334     | .650  |
| 1990      | STL       | 124   | 539   | 497   | 73    | 145   | 18       | 9        | 6        | 199   | 39    | 77    | 17       | 4     | 1     | 35    | 1     | 2     | 88    | 6        | .292  | .340     | .400     | .740  |
| 1991      | NYM       | 72    | 318   | 278   | 45    | 71    | 7        | 5        | 1        | 91    | 17    | 37    | 14       | 1     | 0     | 39    | 0     | 0     | 47    | 3        | .255  | .347     | .327     | .674  |
| 1992      | NYM       | 71    | 261   | 229   | 37    | 63    | 11       | 1        | 2        | 82    | 21    | 24    | 9        | 2     | 1     | 27    | 3     | 2     | 41    | 1        | .275  | .355     | .358     | .713  |
| 1993      | NYM       | 92    | 399   | 373   | 64    | 104   | 14       | 8        | 2        | 140   | 25    | 38    | 13       | 3     | 2     | 21    | 1     | 0     | 58    | 2        | .279  | .316     | .375     | .691  |
| 1994      | KC        | 104   | 477   | 438   | 61    | 105   | 14       | 12       | 2        | 149   | 33    | 50    | 8        | 4     | 5     | 29    | 0     | 1     | 72    | 2        | .240  | .285     | .340     | .625  |
| 1995      | KC        | 75    | 324   | 293   | 39    | 84    | 13       | 4        | 4        | 117   | 20    | 26    | 9        | 2     | 1     | 27    | 1     | 1     | 48    | 7        | .287  | .348     | .399     | .747  |
| 1995      | SEA       | 40    | 176   | 162   | 27    | 47    | 10       | 2        | 1        | 64    | 9     | 16    | 7        | 3     | 0     | 10    | 1     | 1     | 32    | 1        | .290  | .335     | .395     | .730  |
| '95計     | SEA       | 115   | 500   | 455   | 66    | 131   | 23       | 6        | 5        | 181   | 29    | 42    | 16       | 5     | 1     | 37    | 2     | 2     | 80    | 8        | .288  | .343     | .398     | .741  |
| 1996      | CIN       | 33    | 94    | 84    | 10    | 13    | 1        | 1        | 1        | 19    | 4     | 12    | 2        | 1     | 0     | 9     | 0     | 0     | 31    | 0        | .155  | .237     | .226     | .463  |
| 1997      | DET       | 6     | 15    | 14    | 0     | 1     | 0        | 0        | 0        | 1     | 0     | 0     | 0        | 0     | 0     | 1     | 0     | 0     | 3     | 1        | .071  | .133     | .071     | .204  |
| MLB：13年 | MLB：13年 | 1371  | 5970  | 5406  | 849   | 1425  | 176      | 89       | 28       | 1863  | 346   | 752   | 177      | 48    | 24    | 477   | 12    | 15    | 960   | 45       | .264  | .324     | .345     | .669  |

- 各年度の太字はリーグ最高

### タイトル
- 盗塁王：6回 1985年 - 1990年

### 表彰
- 新人王：1985年
- MLBオールスターゲーム選出 2回：1988年, 1989年
- 連続盗塁成功：50（1988年9月18日 - 1989年7月26日：MLB記録）